# Karl-Friedrich Krieger
Karl-Friedrich Krieger (* 5. September 1940 in Berlin; † 26. Januar 2020) war ein deutscher Historiker.

## Leben und Wirken
Karl-Friedrich Krieger studierte von 1962 bis 1966 Geschichte und Rechtswissenschaft an der Universität Kiel. Die erste juristische Staatsprüfung legte er 1966 ab. 1966/67 unternahm er einen Studien- und Forschungsaufenthalt als Stipendiat der französischen Regierung. In Kiel wurde Krieger 1968 mit einer von Karl Jordan betreuten Arbeit über Ursprung und Wurzeln der Rôles d’Oléron promoviert. Kriegers Habilitation erfolgte 1976 an der Universität Regensburg mit einer Untersuchung über das Lehnswesen im Spätmittelalter. Er wurde 1978 Dozent an der Universität Regensburg. Seit 1982 lehrte Krieger als Nachfolger von Fritz Trautz als ordentlicher Professor für mittelalterliche Geschichte an der Universität Mannheim. Seine Antrittsvorlesung hielt er im Juni 1983 über den „Prozeß gegen Pfalzgraf Friedrich den Siegreichen auf dem Augsburger Reichstag vom Jahre 1474“. Er war Mitglied der Vereinigung für Verfassungsgeschichte und Mitglied im wissenschaftlichen Beirat des Deutschen Historischen Instituts London. Krieger wurde im Sommer 2005 emeritiert. Zu seinen bedeutendsten akademischen Schülern gehörten unter anderem Franz Fuchs, Christine Reinle und Sabine von Heusinger.
In der Dissertation über die Entstehung der westeuropäischen Seerechtsaufzeichnung datiert Krieger diese nicht in das 12. Jahrhundert, sondern hält einen Zeitpunkt für „kaum lange Zeit vor 1286“ für wahrscheinlich. Dabei wurde nach Krieger durch die Kodifikation nicht „neues Recht geschaffen“, sondern nur lange geübtes Recht verschriftlicht. Er legte mit seiner Habilitationsschrift einen grundlegenden Beitrag zur Erforschung des spätmittelalterlichen Lehnswesens vor.
Kriegers Forschungen zur spätmittelalterlichen Verfassungsgeschichte sorgten für ein besseres Verständnis und ein positiveres Urteil der langen Herrschaftszeit Friedrichs III. Für die Reihe Enzyklopädie deutscher Geschichte veröffentlichte er die Darstellung König, Reich und Reichsreform im Spätmittelalter. Für das Handbuch Schlaglichter der deutschen Geschichte (Mannheim 1986) schrieb er das Kapitel über das Spätmittelalter. Über das Geschlecht der Habsburger im Mittelalter legte er 1994 eine einschlägige Überblicksdarstellung vor, die 2004 in zweiter Auflage erschien. Großen Raum nehmen in der Darstellung die Herrschaftszeiten Rudolfs von Habsburg und Friedrichs III. ein. Einhundert Jahre nach der Veröffentlichung von Oswald Redlichs umfassender Biografie zu Rudolf von Habsburg veröffentlichte Krieger 2003 eine neue Biographie zum ersten Habsburger auf dem römisch-deutschen Königsthron.
Krieger veröffentlichte zur Geschichte Englands in drei Bänden 1990 den ersten Band zur Geschichte Englands von den Anfängen bis zum 15. Jahrhundert. Im Jahr 2018 erschien dieser erste Band in fünfter Auflage. Im Juli 2005 fand in Mannheim eine internationale Tagung zu Ehren Kriegers statt. Die Festschrift für den Mannheimer Mediävisten mit Beiträgen von Historikern aus fünf europäischen Ländern über die Reichsgeschichte des 15. Jahrhunderts wurde 2009 veröffentlicht.
In seinen letzten Lebensjahren litt Krieger an der Alzheimer-Krankheit. Er starb im Januar 2020 nach schwerer Krankheit im Alter von 79 Jahren und wurde auf dem Friedhof Mannheim-Neckarau beerdigt.

## Schriften (Auswahl)
- Geschichte Englands von den Anfängen bis zum 15. Jahrhundert. 5. Auflage. Beck, München 2018, ISBN 3-406-72824-3.
- Rudolf von Habsburg. Wissenschaftliche Buchgesellschaft, Darmstadt 2003, ISBN 3-534-13711-6.
- Die Habsburger im Mittelalter. Von Rudolf I. bis Friedrich III. 2., aktualisierte Auflage. Kohlhammer, Stuttgart 2004, ISBN 3-17-018228-5.
- König, Reich und Reichsreform im Spätmittelalter (= Enzyklopädie deutscher Geschichte. Band 14). Oldenbourg, München 1992, ISBN 3-486-55788-2.
- Die Lehnshoheit der deutschen Könige im Spätmittelalter (ca. 1200–1437) (= Untersuchungen zur deutschen Staats- und Rechts-Geschichte. N.F., Band 23). Scientia-Verlag, Aalen 1979 (Zugleich: Regensburg, Universität, Habilitations-Schrift, 1976/77).
- Ursprung und Wurzeln der Rôles d’Oléron (= Quellen und Darstellungen zur hansischen Geschichte. N.F., Band 15). Böhlau, Köln u. a. 1970, ISBN 3-412-25870-9 (Zugleich: Kiel, Universität, Dissertation, 1968).